# Relations entre le Somaliland et Taïwan
Les relations entre le Somaliland et Taïwan désignent les relations internationales s'exerçant entre, d'une part, la république du Somaliland, et de l'autre, la république de Chine.
En l'absence de relations diplomatiques officielles entre les deux États, chacun d'entre eux est représenté auprès de l'autre par un bureau de représentation depuis l'été 2020.

## Relations diplomatiques

### Contexte initial
Les autorités somalilandaises et taïwanaises ne bénéficient toutes deux que d'une reconnaissance internationale très limitée. En juillet 2020, Taïwan n'entretient des relations diplomatiques officielles qu'avec 15 États. Quant au Somaliland, alors qu'il a déclaré son indépendance en 1991, sa souveraineté n'est reconnue par aucun autre État. Situé dans la Corne de l'Afrique, le Somaliland se retrouve ainsi dans la zone d'influence de la Chine, cette dernière disposant entre autres d'une base militaire à Djibouti.

### Établissement de bureaux de représentation

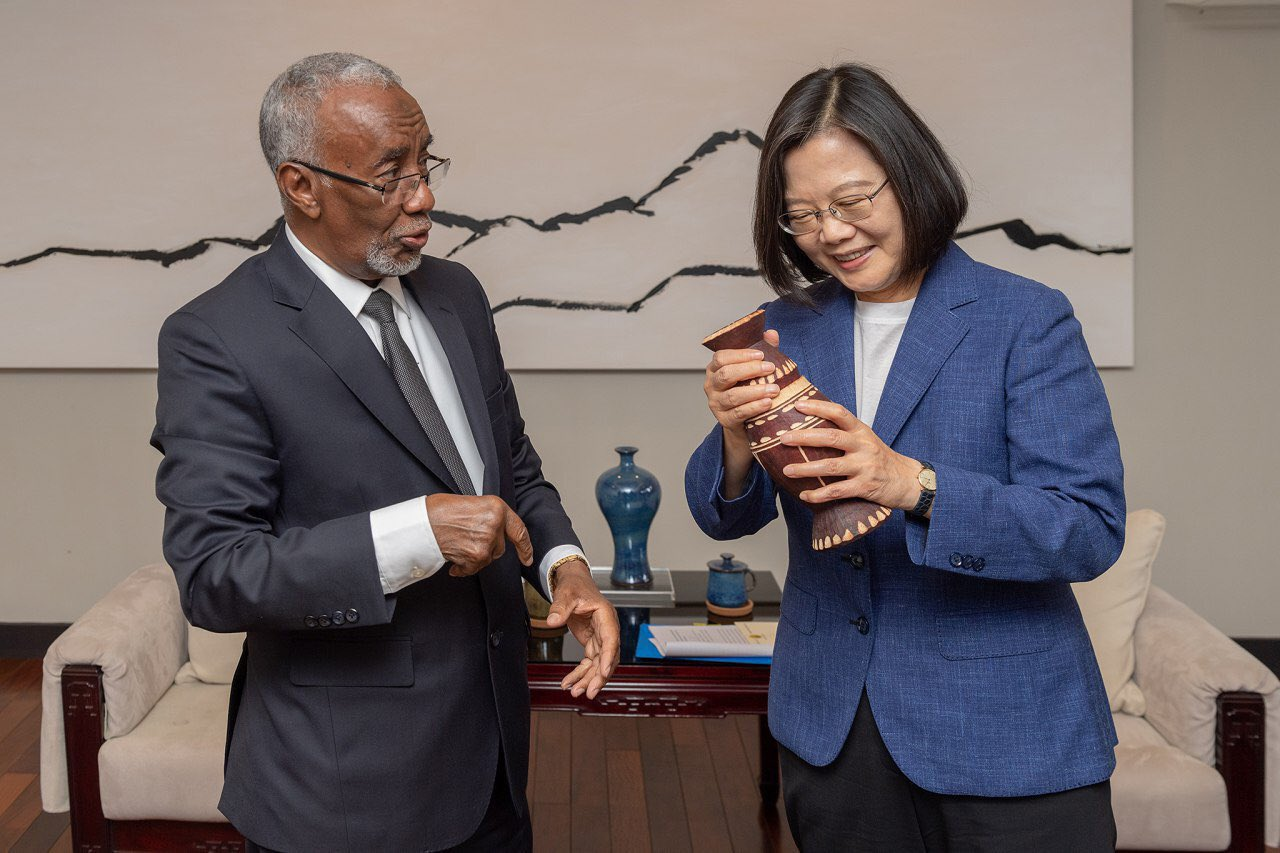
Rencontre entre le ministre somalilandais des Affaires étrangères Yasin Haji Mohamoud et la présidente taïwanaise Tsai Ing-wen.

Vers 2020, le gouvernement somalilandais examine les modalités du TAIPEI Act, loi du Congrès américain promulguée au mois de mars 2020 encourageant les autres nations à développer leurs relations avec Taïwan. Le 26 février 2020, les autorités somalilandaises et taïwanaises signent à Taipei un accord mutuel, le « protocole bilatéral entre et par le gouvernement de la république de Chine (Taïwan) et le gouvernement de la république du Somaliland », afin d'établir des relations bilatérales, conduisant à terme l'ouverture de bureaux de représentations sur chacun de leurs territoires. Rendu public le 1er juillet par le ministre taïwanais des Affaires étrangères Joseph Wu, les premiers échanges en vue de la conclusion de cet accord remontent à la fin de l'année 2019,. Cette relation a la particularité d'avoir lieu entre deux territoires non reconnus en tant qu'États indépendants par l'ONU. Elle n'a pas non plus de caractère diplomatique officiel, d'où la création de bureaux de représentations plutôt que d'ambassades officielles.
Le bureau de représentation de Taïwan au Somaliland est inauguré le 17 août dans la capitale Hargeisa, tandis que celui du Somaliland à Taïwan ouvre dans la capitale Taipei le 9 septembre,.
Bien que les deux gouvernements n'entretiennent pas de liens diplomatiques officiels, ils entretiennent de fortes relations, témoignée en février 2022 par la visite à Taïwan d'une délégation somalilandaise menée par le ministre des Affaires étrangères Essa Kayd (en), reçue entre autres par la présidente Tsai Ing-wen.

## Représentants

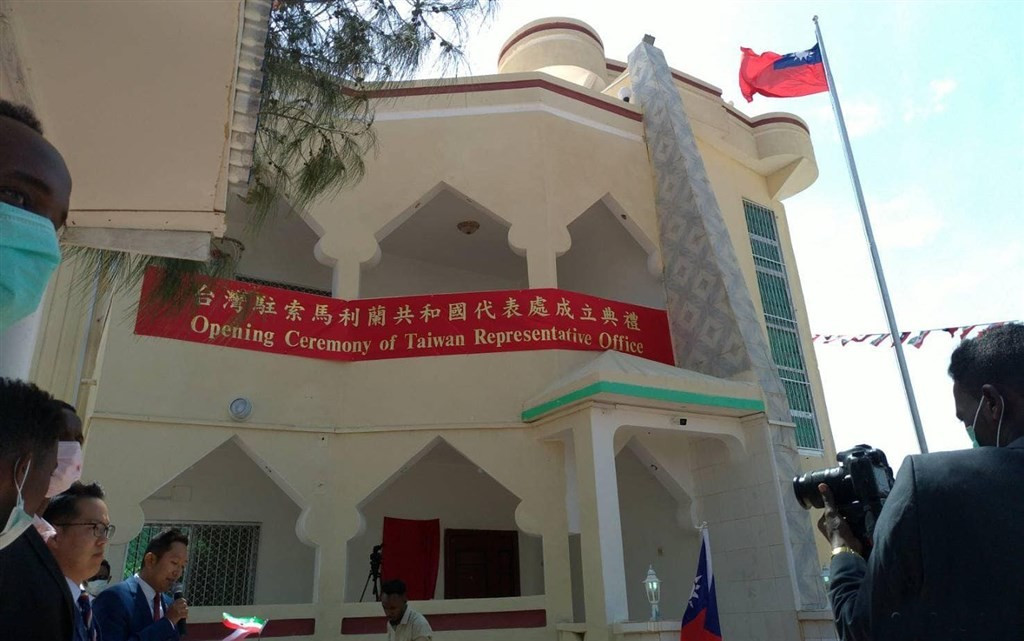
Façade du bureau de représentation de Taïwan au Somaliland, lors de son inauguration en 2020.

Allen Chenhwa Lou (zh) (羅震華) est nommé en tant que premier représentant de la république de Chine au Somaliland, tandis que Mohamed Omar Hagi Mohamoud (en) est nommé représentant de la république du Somaliland à Taïwan.

## Échanges
Les premières coopérations entre le Somaliland et Taïwan remontent à 2009, et sont consacrées à la sécurité maritime, ainsi qu'aux secteurs de la santé et de l'éducation,.
L'établissement des bureaux de représentation en 2020 a pour but de développer la coopération mutuelle dans les secteurs de l'agriculture, de l'exploitation minière, de la pêche, de l'énergie, de la santé, de l'éducation et de la technologie,.

## Réactions internationales

### Chine
La République populaire de Chine, qui revendique son autorité sur le territoire taïwanais et qui entretient des relations diplomatiques avec la Somalie, s'oppose à toute forme d'échanges officiels entre le Somaliland et Taïwan. Par l'intermédiaire de Zhao Lijian, porte-parole du ministère des Affaires étrangères, elle accuse les autorités taïwanaises de « saper la souveraineté et l'intégrité territoriale de la Somalie ».
L'ambassadeur chinois en Somalie, Qin Jian, souhaite alors organiser une rencontre avec le président somalilandais Muse Bihi Abdi afin de lui proposer la création d'un bureau de représentation chinois à Hargeisa ainsi que la promesse du développement des infrastructures routières et aéroportuaires, en contre-partie de la stricte limitation des relations du Somaliland avec Taïwan à un caractère commercial et non diplomatique. L'offre est alors rejetée par Bihi.

### Somalie
La République fédérale de Somalie, qui revendique son autorité sur le territoire du Somaliland, condamne l'ouverture du bureau de représentation taïwanais à Hargeisa et accuse les autorités taïwanaises de « porter atteinte à la souveraineté de la République fédérale de Somalie et de violer son intégrité territoriale ».

### États-Unis
Le Conseil de sécurité nationale félicite de voir « Taiwan renforcer son engagement en Afrique de l'Est ».